# بول إبورث
بول ريتشارد إبورث (بالإنجليزية: Paul Richard Epworth)‏ (ولد في 25 يوليو 1974 في بيشوبس ستورتفورد، إنجلترا، المملكة المتحدة) هو منتج موسيقى ومؤلف أغاني تضمنت أعماله مع العديد من الفنانين منهم أديل، لورد، ريهانا ولانا دل راي وغيرهم. وهو مؤسس ومالك شركة تسجيلات موسيقية مستقلة وولف تون. فاز بجائزة بريت ثلاث مرات، وفاز بسبعة جوائز جرامي وجائزة أوسكار عن أفضل أغنية أصلية سكايفول.

## ديسكوغرافيا
- فوايجور (2019)
- لوف جلاكسي (2020)

## وصلات خارجية
- بول إبورث على موقع IMDb (الإنجليزية)
- بول إبورث على موقع ميوزك برينز (الإنجليزية)
- بول إبورث على موقع أول ميوزيك (الإنجليزية)
- بول إبورث على موقع ديسكوغز (الإنجليزية)

- الموقع الرسمي
- بول إبورث في قاعدة بيانات الأفلام على الإنترنت
- بول إبورث في أول ميوزيك